# Joel Bartley
Joel Bartley, né le 13 avril 2005 à Sydney en Australie, est un footballeur international samoan qui évolue au poste de gardien de but.

## Biographie

### En club
Le 17 juillet 2022, il obtient sa seule et unique apparition sur le banc avec Sydney United contre la réserve du Sydney FC,.
En 2023, il est transféré au Bonnyrigg White. Il n’y reste que quelques mois.

### En équipe nationale
Il joue le Championnat d'Océanie des moins de 19 ans 2022. Il joue sa première rencontre contre la Nouvelle-Calédonie. Titulaire, sa sélection perd 0-4. Le parcours des Samoa s’arrête en quarts de finale. Il participe à l'édition suivante, à domicile, en 2024.
Avec les Samoa olympique, il participe au Tournoi pré-olympique de l'OFC 2023. Lors de ce tournoi, il fait ses débuts contre les Tonga. Titulaire, sa sélection gagne 3-0,,. Avec une victoire et deux défaites en phase de groupes, les Samoa ne passent pas l'écueil du premier tour. Ces résultats sont synonymes de non-qualification pour les Jeux olympiques de 2024.
Lui ainsi que plusieurs autres jeunes joueurs font leurs débuts internationaux le 17 novembre 2023, lors d'une défaite 1-0 contre les Îles Salomon aux Jeux du Pacifique 2023,.
En juin 2024, il figure dans la liste des 23 joueurs samoans retenus par Ryan Stewart pour participer à la Coupe d'Océanie 2024,,. Quelques jours plus tard, lors de cette compétition, il fait ses débuts contre Tahiti. Titulaire lors de cette rencontre, sa sélection s'incline 2-0,.